# Krabat e il mulino dei dodici corvi
Krabat e il mulino dei dodici corvi (Krabat) è un film fantastico del 2008 diretto da Marco Kreuzpaintner, tratto dal romanzo Il mulino dei dodici corvi di Otfried Preussler.

## Trama
Lusazia, 1646. Col paese devastato dalla Guerra dei Trent'Anni, il giovane orfano sorabo Krabat vaga per le campagne con gli amici Baro e Lobosch, mendicando di che sopravvivere. Richiamato da un misterioso sogno ricorrente, abbandona gli amici e si reca a Schwarzkollm, ove viene ingaggiato come dodicesimo garzone in un sinistro mulino ad acqua. Il lavoro è duro, ma Krabat è contento di avere un tetto e del cibo e poco a poco stringe amicizia con il garzone più anziano Tonda. Ma il mugnaio custodisce un oscuro segreto.
Krabat entra poi in contatto con la ragazza che dirige il coro del vicino villaggio di Schwarzkollm e si confida con Tonda dal quale vorrebbe sapere, qualche chiarimento riguardo ai tanti misteri che alleggiano al mulino; le risposte, per qualche motivo sono però sempre evasive. Anche Tonda è legato ad una ragazza, di nome Worschula.
In corrispondenza di ogni novilunio, al mulino fa visita un cupo individuo incappucciato chiamato "Compare", che porta a macinare sacchi contenenti un materiale che Krabat invano tenta di capire cosa sia.
Nel corso del seguente anno, Krabat comprende man mano alcuni dei misteri della vita del mulino e intuisce il ruolo del mugnaio nelle sorti dei compagni. Un amico d'infanzia di Krabat viene a sua volta attirato al mulino con dei sogni e Krabat è felice di rivederlo e di poterlo aiutare.
Infine, finalmente la reale natura del mulino della palude di Kosel e dei suoi misteri si svela, ma alcuni enigmi rimangono.